# آبشوران (محله)
آبشوران (به کردی: ئاشووڕا، ئاوشووڕان)، یکی از محله‌های قدیمی واقع در بافت قدیمی شهر کرمانشاه است. این محله به واسطه عبور رودخانه آبشوران از آن به این نام خوانده می‌شود. آبشوران در منطقه ۳ شهرداری کرمانشاه قرار دارد.

## تاریخچه
قدمت این محله به اواخر دوران زندیه باز می‌گردد. در گذشته شهر کرمانشاه در دره رود قره‌سو قرار داشت. پس از تخریب شهر قدیم در اثر حمله کریم‌خان زند در سال ۱۷۵۳ میلادی، مردم آن منطقه به دره رود آبشوران کوچ کردند. از سال ۱۷۶۲ با انتصاب الله‌قلیخان زنگنه به عنوان حاکم شهر، ساخت بازار کرمانشاه و ساختمان‌های جدید در حاشیه رود آبشوران آغاز شد. جمعیت آواره به دو روستای فیض‌آباد و برزه دماغ هجوم آوردند که اکنون هر دو بخشی از بافت قدیم شهر کرمانشاه به شمار می آیند. محله آبشوران نیز که در نزدیکی و در میانه راه این دو روستا قرار داشت به منطقه‌ای مسکونی تبدیل گردید.
در سال ۱۹۰۲ میلادی، برابر با ۱۲۸۰ شمسی، تکیه معاون‌الملک در این محله ساخته شد که هم‌اکنون نیز شاخص‌ترین بنای این محله است که به سبب معماری شاخص و کاشیکاری‌های آن همیشه مورد بازدید گردشگران قرار می‌گیرد. در روزهای انقلاب مشروطه این محله یکی از مناطق درگیری مشروطه‌خواهان و مخالفان مشروطه بود.

## موقعیت
این محله از سمت غرب به خیابان مدرس (سپه)، از شمال به خیابان نواب صفوی (رشید یاسمی)، از سمت جنوب غربی به خیابان شهید مطهری (چهل متری)، از سمت شرق به خیابان دکتر علی شریعتی (پهلوی)، از سمت جنوب به میدان شهید گمنام (شهناز)، از سمت شمال شرق به میدان وزیری و از سمت شمال غربی به سه راه نواب محدود می‌شود.

## مکان‌های شاخص
- چشمۀ ابراهیم ظهیر: در گذشته در محل کنونی چهار‌راه اجاق چشمه‌ای به نام کیه‌نی ابراهیم ظهیر قرار داشت. در گذشته و تا قبل از ساخته‌شدن خیابان سپه و چهارراه اجاق، درختی در کنار این چشمه وجود داشت که مردم بر آن دخیل می‌بستند و نیاز می‌کردند.[۳]

## خیابان‌های اصلی
- خیابان شهید حداد عادل
- کوچه ایلخانی
- کوچه برلن

## در ادبیات
فضای این محله به سبب عبور رودخانه آبشوران دستمایه داستان‌های متعددی از سوی نویسندگان کرمانشاهی قرار گرفته‌است. لاری کرمانشاهی و علی‌اشرف درویشیان به خلق داستان‌هایی پرداخته‌اند که در فضای محله آبشوران و زندگی مردم و به ویژه کودکان و نوجوانان این محله می‌گذرد. علی‌اشرف درویشیان در مجموعه داستان آبشوران به‌طور مستقیم به فرهنگ زندگی مردم این محله پرداخته است.

## رخدادهای تاریخی
اسماعیل‌خان معاضدالملک در سال ۱۳۰۲ خورشیدی (۱۹۲۳ میلادی) هنگامی که در حال رفتن به محل کار خود بود، از سوی یک افسر در حاشیۀ محلۀ آبشوران و در مقابل تکیۀ معاون‌الملک مورد حمله قرار گرفت و با شلیک گلوله به قتل رسید.

## افراد مشهور
- علی‌اشرف درویشیان
- رحیم معینی کرمانشاهی
- اردشیر کشاورز

## بناهای شاخص
- تکیه معاون‌الملک
- بازار کرمانشاه
- حمام حسن خان